# Raplamaa
Raplamaa (Estisch: Rapla maakond) is een van de vijftien provincies van Estland. Het ligt in het westen van het land en grenst aan de provincies Järvamaa in het oosten, Pärnumaa in het zuiden, Läänemaa in het westen en Harjumaa in het noorden. De provincie heeft 34.038 inwoners (2023).
In de provincie ligt het Natuurpark Rabivere.

## Gemeenten
De provincie is opgedeeld in gemeenten. Er zijn vier gemeenten in Raplamaa, de hoofdstad is Rapla. De gemeenten zijn:
- Kehtna
- Kohila
- Märjamaa
- Rapla

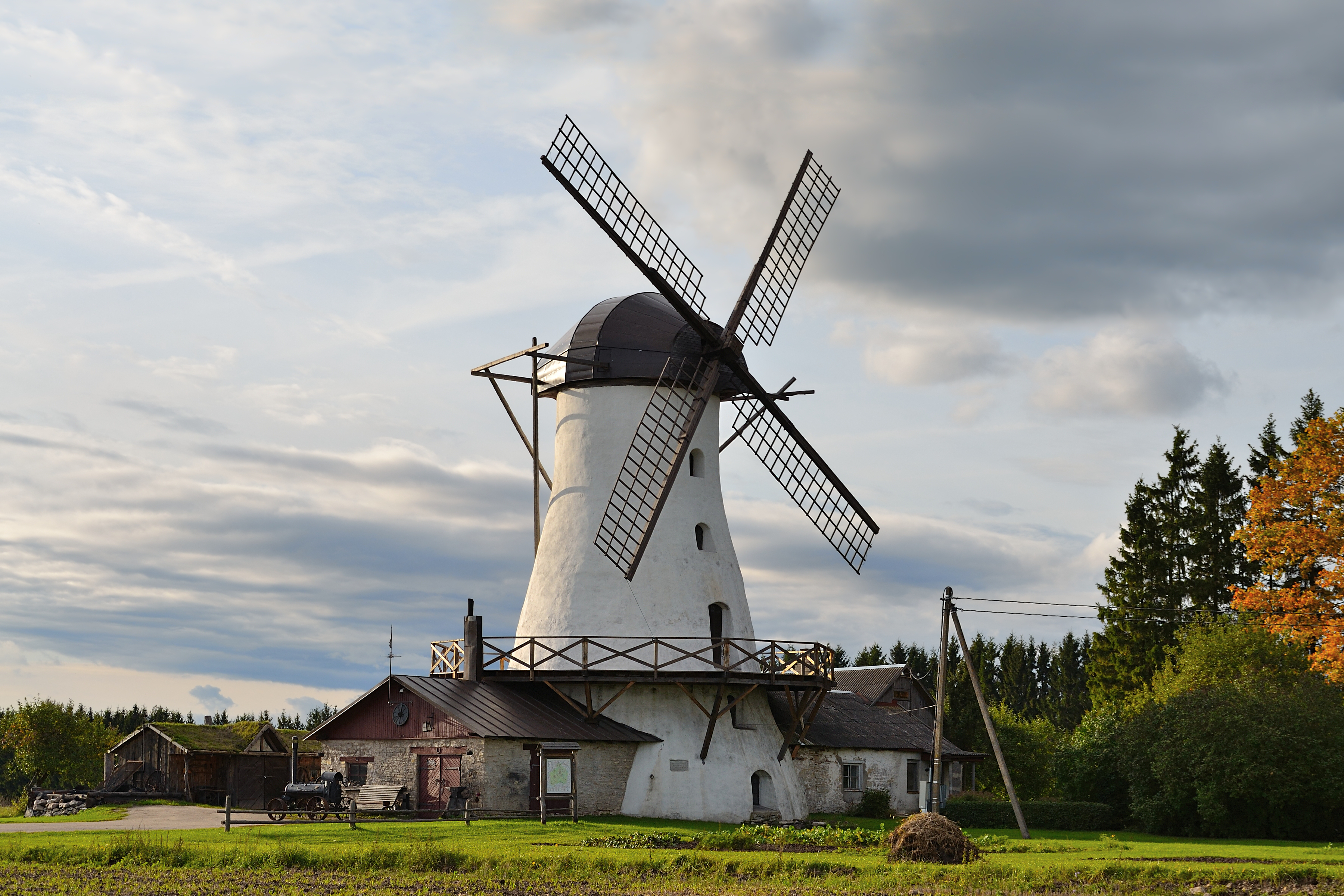
Molen in Valtu
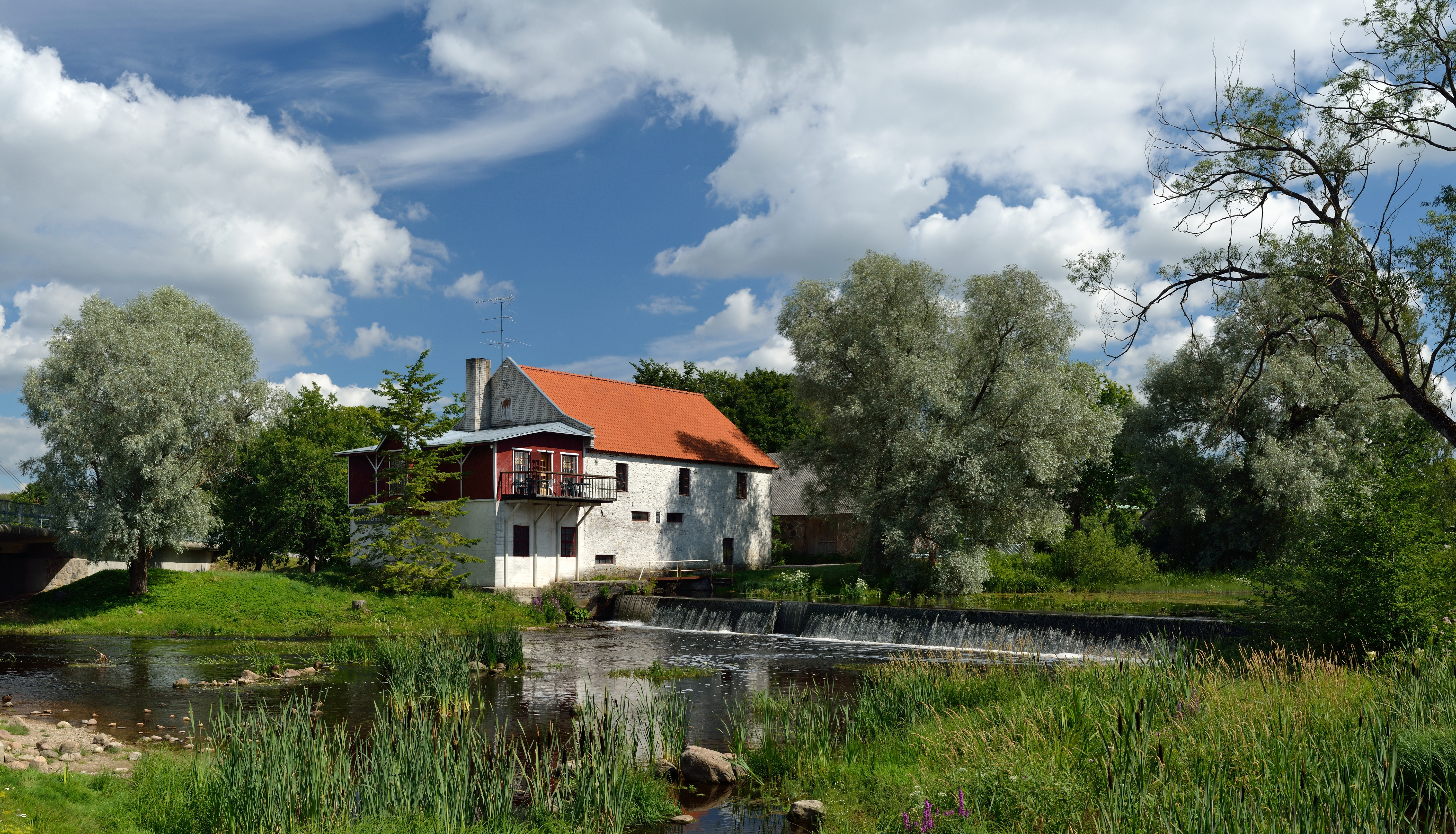
Watermolen in Kohila
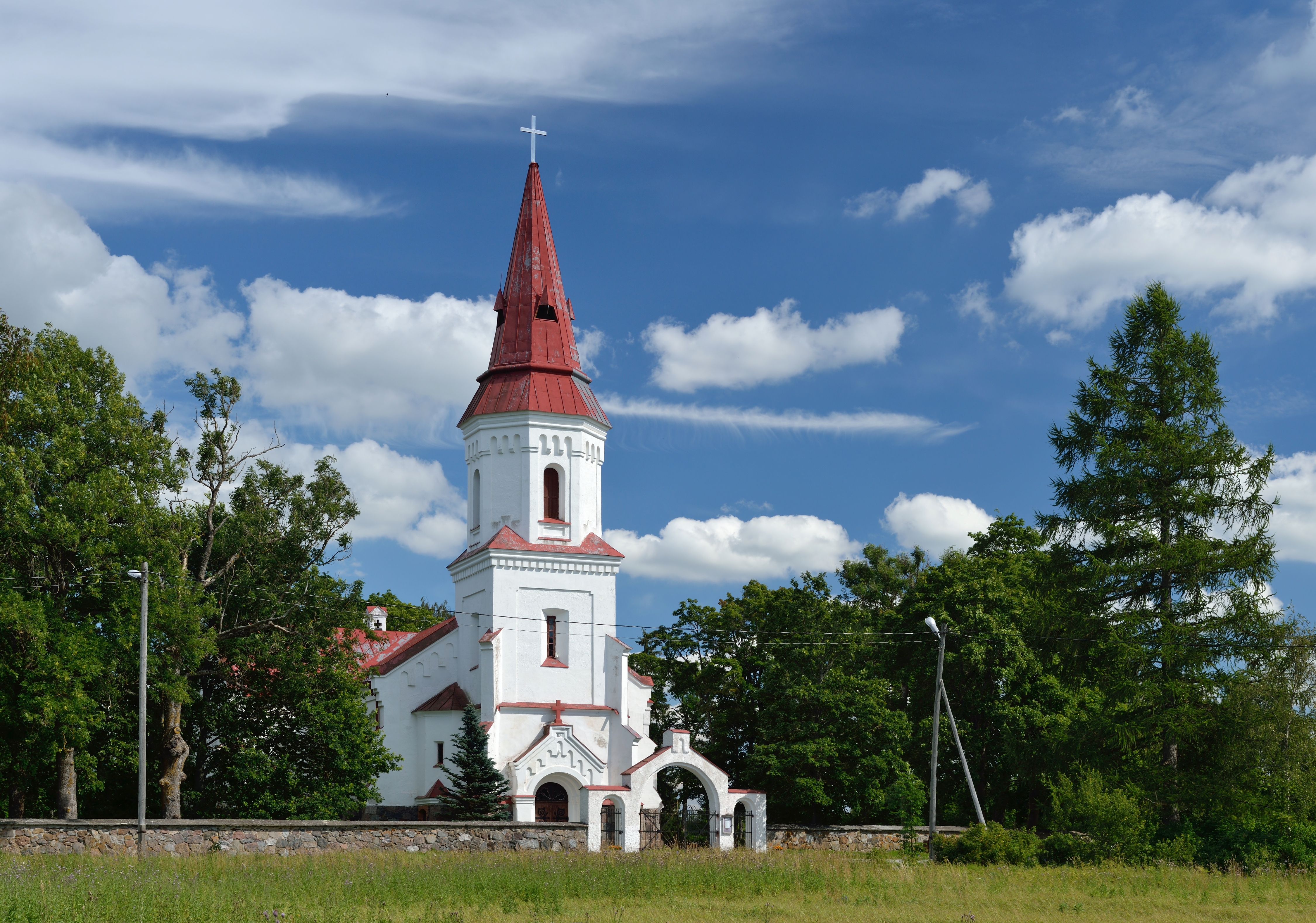
De kerk van Hageri
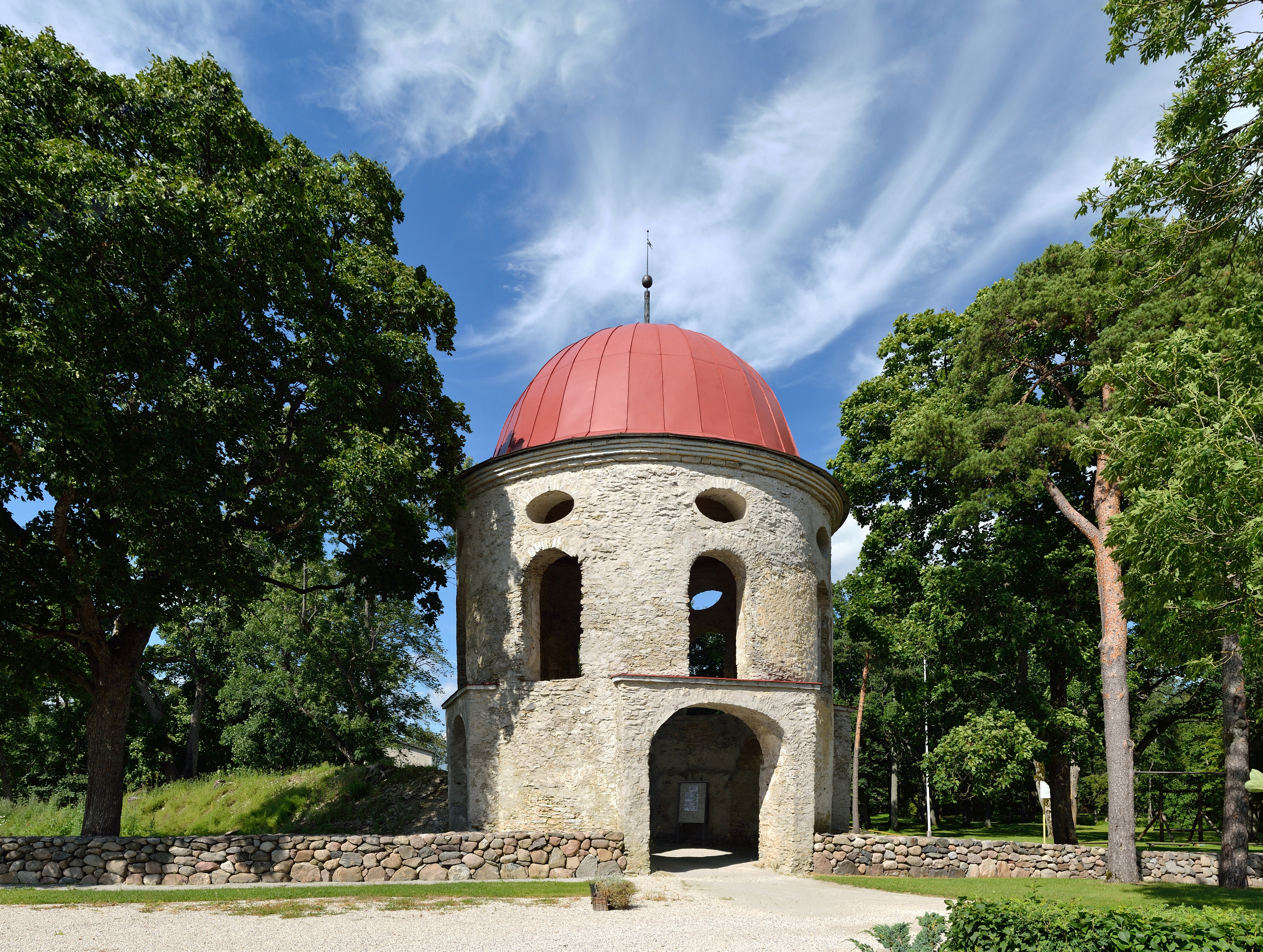
Toren op het voormalige landgoed van Sutlema
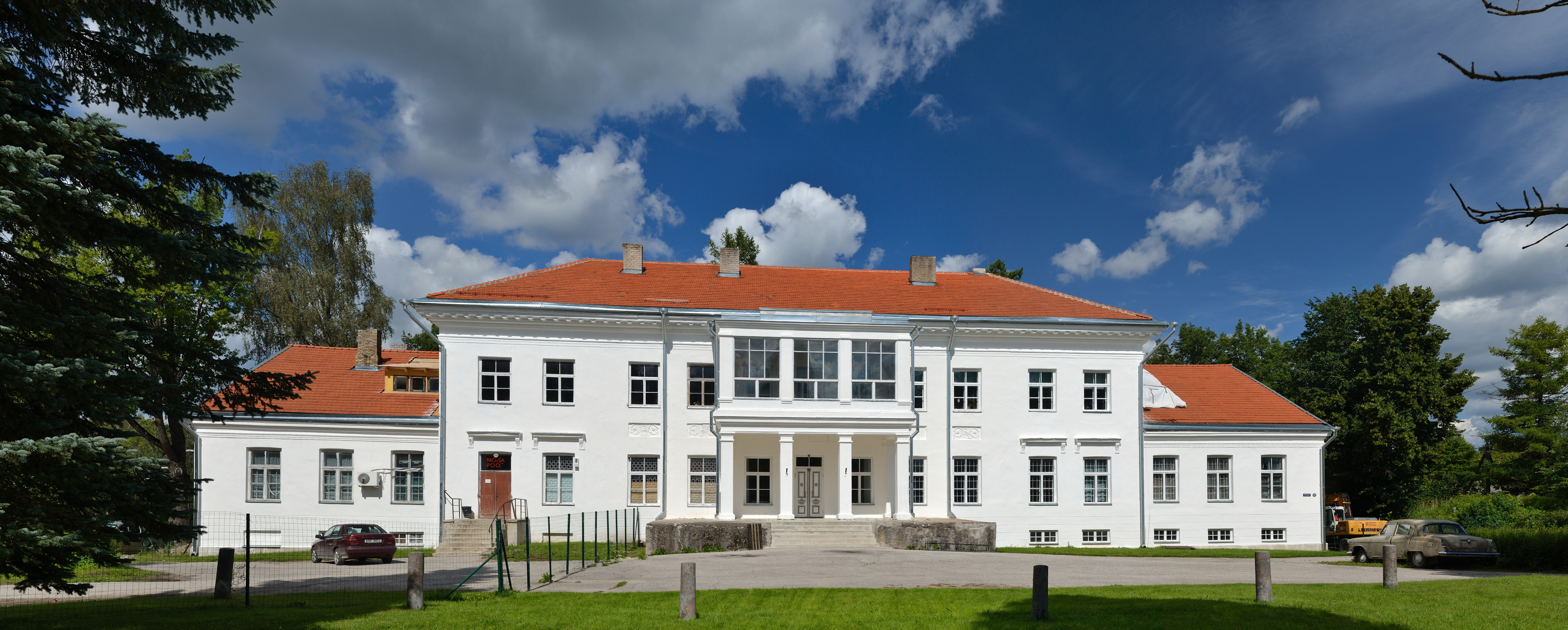
Het landhuis van Kohila
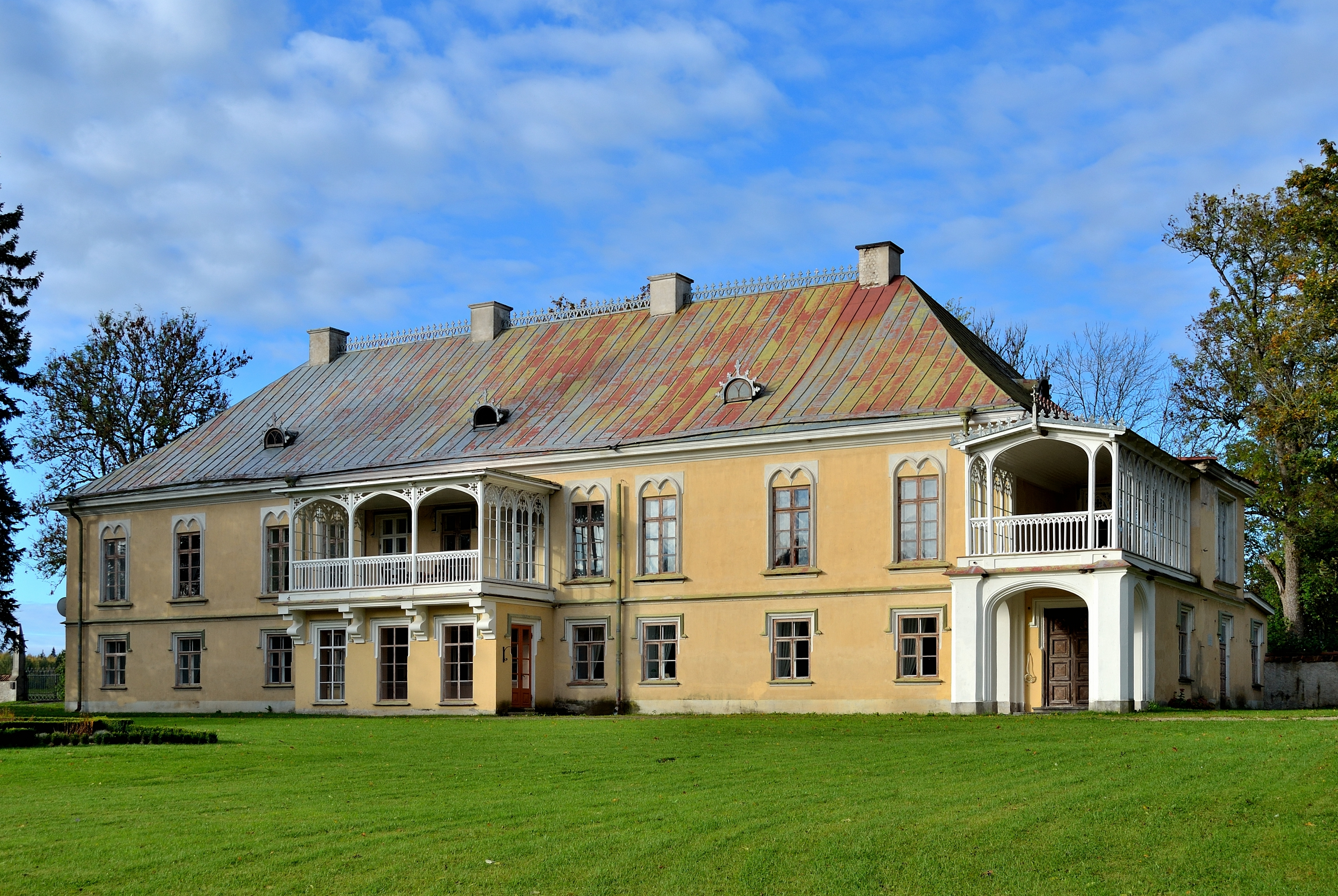
Het landhuis van Lohu

Harjumaa · Hiiumaa · Ida-Virumaa · Järvamaa · Jõgevamaa · Läänemaa · Lääne-Virumaa · Pärnumaa · Põlvamaa · Raplamaa · Saaremaa · Tartumaa · Valgamaa · Viljandimaa · Võrumaa